# Astronomy and Astrophysics
Astronomy and Astrophysics (zkratka A&A nebo Astron. Astrophys.) je evropský časopis věnující se teoretické, pozorovací a přístrojové astronomii a astrofyzice. Vydává jej francouzská EDP Sciences pro Evropskou jižní observatoř.
Vznikl v roce 1969 sloučením šesti národních astronomických časopisů z Francie, Německa, Nizozemska a Švédska. Jedním z iniciátorů jeho vzniku byl i americký astronom českého původu Zdeněk Kopal.

## Historie
Časopis byl založen v roce 1969 sloučením národních astronomických časopisů:
- Annales d'Astrophysique – Francie, založen 1938
- Arkiv för Astronomi – Švédsko, založen 1948
- Bulletin of the Astronomical Institutes of the Netherlands – Nizozemsko, založen 1921
- Bulletin Astronomique – Francie, založen 1884
- Journal des Observateurs – Francie, založen 1915
- Zeitschrift für Astrophysik – Německo, založen 1930

Po sametové revoluci byl do něj včleněn i československý
- Bulletin of the Astronomical Institutes of Czechoslovakia – Československo, založen 1947

Články v časopise byly v období po jeho založení psány převážně anglicky, ale několik bylo stále francouzsky nebo německy.

## Financování
Časopis byl původně financován čtyřmi zeměmi, jejichž časopisy byly do něj včleněny. Později se přidaly i další evropské země včetně nadnárodní Evropské jižní observatoře. Po rozpadu Východního bloku v roce 1990 se přidala i většina bývalých socialistických zemí včetně České republiky.
Z názvu časopisu (na obálce) byl v roce 2001 odstraněn podtitul "A European Journal" – evropský časopis. Důvodem bylo to, že záběr časopisu se stával více globálním a také proto, že v roce 2002 obdržela v redakční radě status pozorovatele Argentina. Brzy poté redakce prohlásila, že přijme finanční příspěvky od jakékoliv země, která má dobře doložený kvalitní astronomický výzkum.
Přispěvateli se pak staly prakticky všechny zbylé země Evropské unie, ale také Brazílie a Chile.